# 東京海上日動コミュニケーションズ
株式会社東京海上日動コミュニケーションズ（とうきょうかいじょうにちどうコミュニケーションズ）は、東京海上グループのヘルプデスク（コールセンター）。ITに関連する調査・企画・ならびにコンサルティング、ITの活用に関する指導業務・ヘルプデスク業務、ITの導入・利用およびそれに付随する教育研修、ビジネス・プロセス・アウトソーシング業務の受託等を行う。
1991年東京海上火災保険株式会社、株式会社アイネス、株式会社協栄システムビューローからの出資を受け、トリニティコンサルタントとして設立。2004年株式会社東京海上日動コミュニケーションズに社名変更。